# Anolis longitibialis
Anolis longitibialis este o specie de șopârle din genul Anolis, familia Polychrotidae, descrisă de Mary Noble în anul 1923.

## Subspecii
Această specie cuprinde următoarele subspecii:
- A. l. longitibialis
- A. l. specuum